# Russula rosea
La Russula rosea Pers., 1796 è un fungo appartenente alla famiglia delle Russulaceae facilmente riconoscibile per il colore rosso vivo del cappello, il sapore "mentolato" ed il gambo con sfumature rosse.

## Descrizione della specie
Cappello 
4-10 (14) cm di diametro, carnoso, sodo, prima arrotondato, poi convesso, infine appianato.
Cuticolacolor rosso carminio un po' rosato, presenta spesso placche decolorate biancastre, non separabile, asciutta, opaca, vellutata, screpolata a tempo secco.
Margineprima involuto poi piano, ottuso, generalmente regolare, ma anche lobato.
 Lamelle 
Fitte, strette, fragili, rigide, spesso forcate, attenuate al gambo, bianco latte, con riflesso crema e filo a volte leggermente rosa-rosso.
 Gambo 
6-8 x 1,2-3,8 cm, duro, pieno, cilindrico, clavato o un po' attenuato alla base, rugoso, bianco, a volte con sfumature rosa più o meno estesa.
 Carne 
Bianca, ingrigente o ingiallente negli individui vecchi, dura, compatta.
- Odore: di cedro.
- Sapore: mite, con retrogusto mentolato, un po' amaro.

 Spore 
7-9 x 7-8 µm, sub-globose, reticolate, crema-pallido in massa.

## Habitat
Fungo simbionte, fruttifica nei boschi di conifere e latifoglie, in estate-autunno.

## Commestibilità
Mediocre; fungo sconsigliato per il sapore mentolato ed astringente; per consumarlo è necessaria la prebollitura.

## Sinonimi e binomi obsoleti
- Agaricus lacteus Pers., Synopsis Methodica Fungorum (Göttingen) 1: 439 (1801)
- Russula incarnata sensu Rea (1922); fide Checklist of Basidiomycota of Great Britain and Ireland (2005)
- Russula lactea (Pers.) Fr., Epicrisis Systematis Mycologici (Upsaliae): 355 (1838)
- Russula lepida Fr., Anteckn. Sver. Ätl. Svamp.: 50 (1836)
- Russula lepida var. lactea (Pers.) F.H. Møller & Jul. Schäff.
- Russula linnaei sensu auct.; fide Checklist of Basidiomycota of Great Britain and Ireland (2005)